# 戎山 (愛媛県宇和島市)

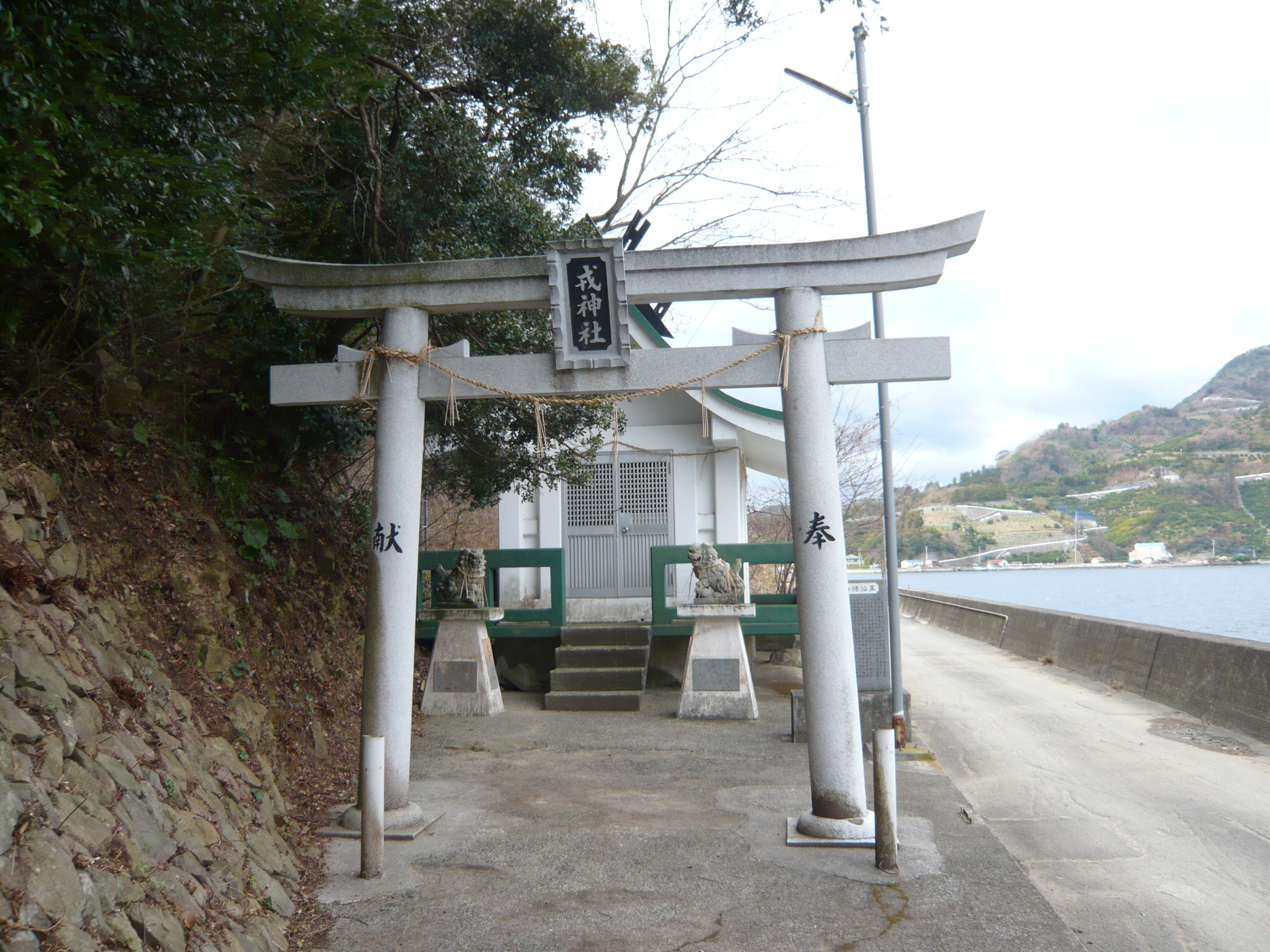
戎神社

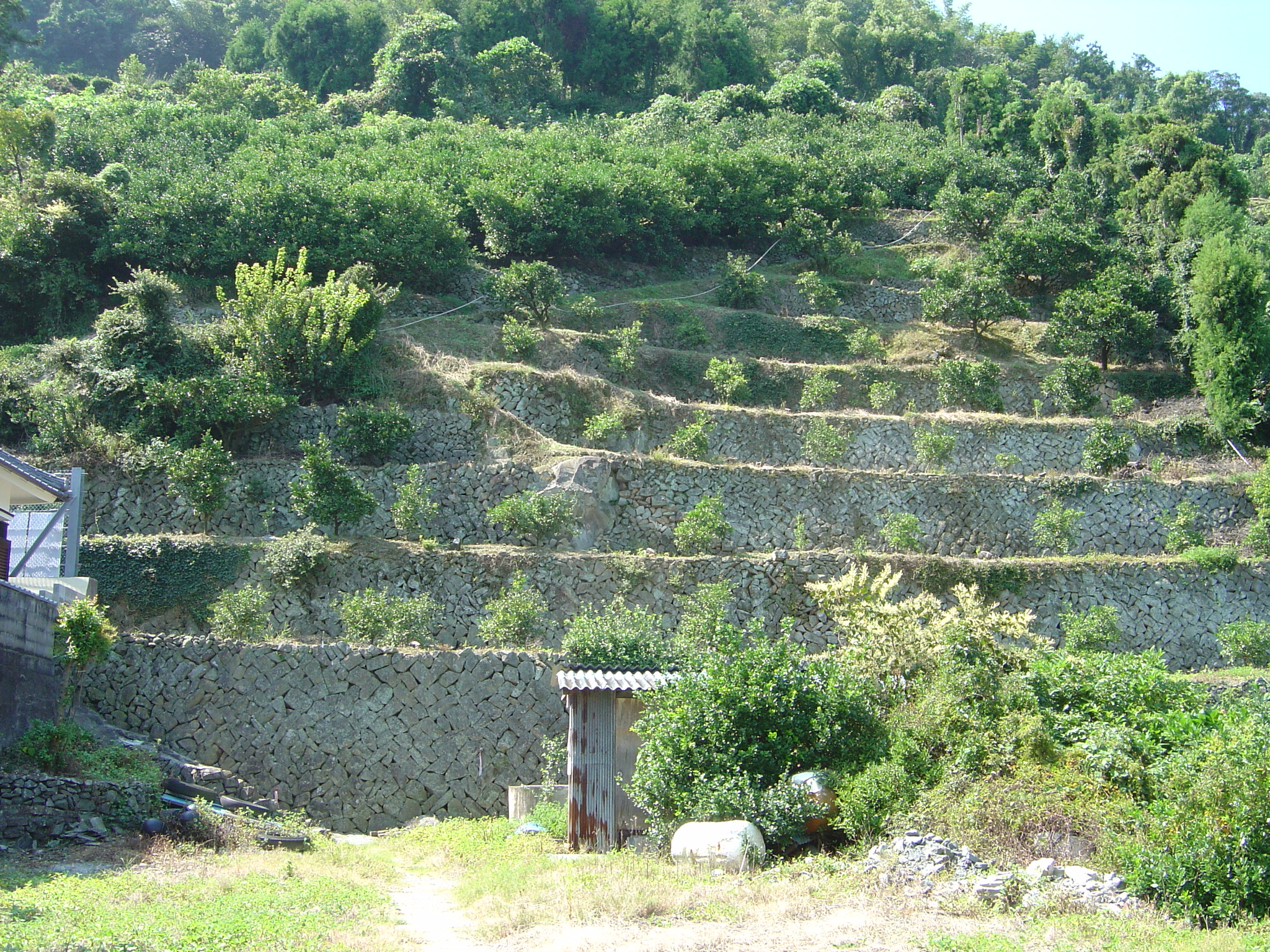
戎山の段々畑

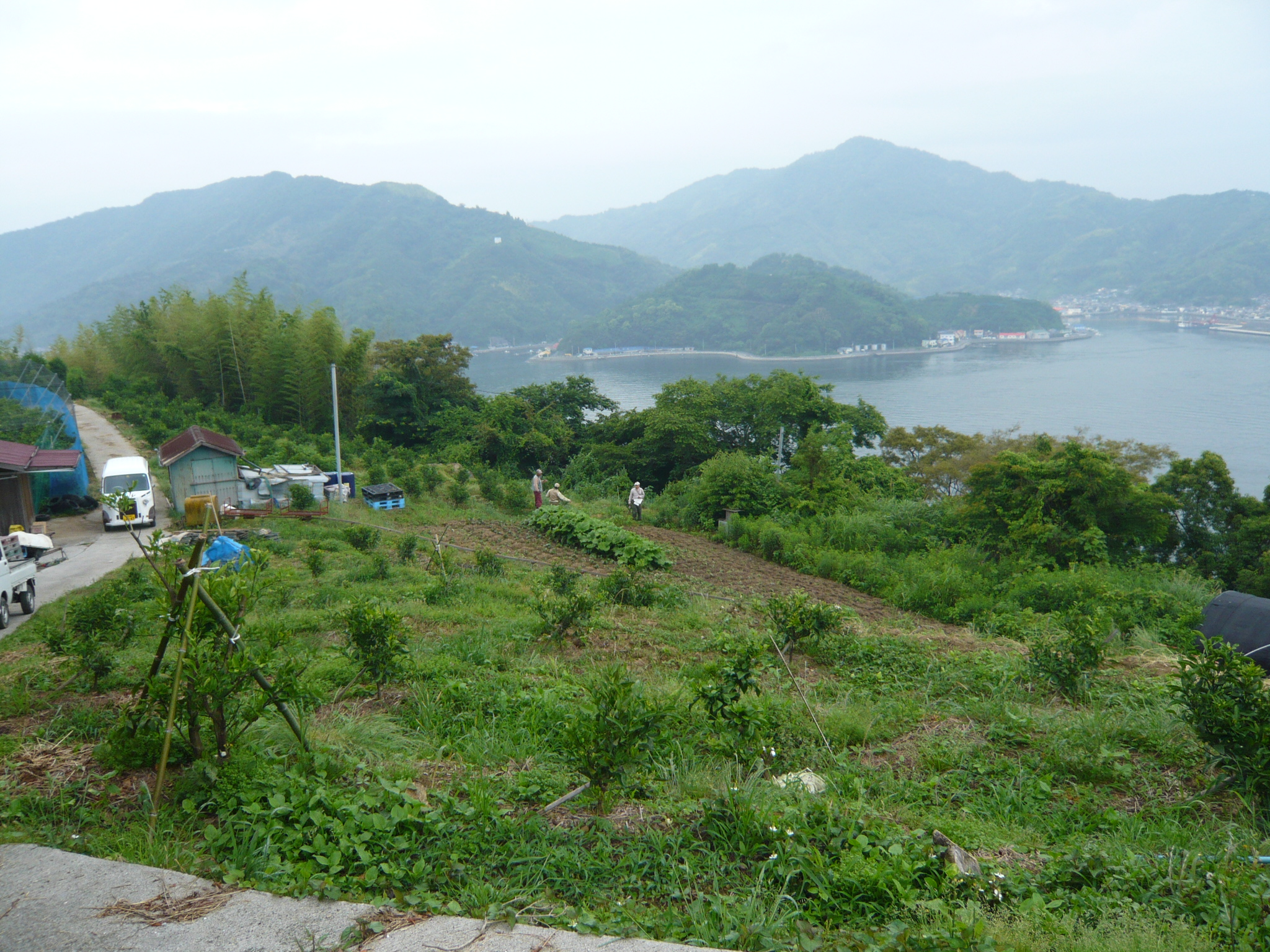
恵比寿山砲台があったとされる場所

戎山（えびすやま）は、愛媛県宇和島市の字名で、また宇和島湾と九島の間に、北西に突き出ている半島の名前。
昭和9年に宇和島市に編入される前は九島村の一部落であった。山の最高峰は海抜約125メートル。
藩政時代には坂下津の日振新田と共に、宇和島藩のお狩場（鹿狩り）であったという。また、元治元年には対面の樺崎と共に砲台が築かれていた。（恵比寿山砲台）
古老の言に拠れば、写真の場所は古来より「お台場」「玉蔵」と呼ばれ、昭和３０年頃、鉄球が数個掘り出されたと言う複数の証言もある。
大正末期から昭和初期にかけて、近隣の保手、坂下津地区と共に実質的に生活圏を共有する宇和島市への分離合併に関する陳情がなされ、後の宇和島市と九島村の合併実現へのきっかけとなった。
戎の名が付く通り半島の先端（戎ヶ鼻と言う）には、「戎神社」が祭られており、毎年4月10日には戎神社奉賛会による祭事が行なわれている。
産業は昭和40年代頃まで、山は地元の石垣を使った段々畑（柑橘類）の農業と漁業が、またそれらを兼業した「半農半漁」が多数を占めていたが年々減少傾向にある。
世帯数は45世帯で人口は111人である。（2006年現在）。